# Vitrea inae
Vitrea inae is een slakkensoort uit de familie van de Pristilomatidae. De wetenschappelijke naam van de soort is voor het eerst geldig gepubliceerd in 1991 door De Winter & Ripken.